# Heinrich von Raesfeld (Domherr, † 1597)
Heinrich von Raesfeld (* 12. April 1521; † 1. April 1597) war Generalvikar und Domherr in Münster.

## Leben

### Herkunft und Familie
Heinrich von Raesfeld entstammte dem westfälischen Adelsgeschlecht von Raesfeld, aus dem zahlreiche namhafte Persönlichkeiten hervorgegangen sind. Dessen Mitglieder gehörten dem katholischen Glauben an. Er war der Sohn des Wilbrand von Raesfeld zu Empte und dessen Gemahlin Margarethe von Wischel. Seine Brüder Rotger und Johann waren  Domherren in Münster, sein Onkel Gottfried von Raesfeld Domdechant.

### Wirken
Heinrich studierte an der Artistenfakultät in Köln und wurde am 12. September 1556 Domherr in Minden. Seit 1561 war er Generalvikar und Siegler am bischöflichen Hof in Münster. 1574 wurde er Scholaster in der St.-Martini-Kirche.
Nach dem Tode seines Bruders Rotger, der an der grassierenden Pest verstorben war, erhielt er auf Präsentation seines Onkels Gottfried eine münstersche Dompräbende. Diese nahm er am 16. August 1575 an. Die Römische Kurie erklärte im Dezember die Verleihung für unrechtmäßig, da es sich um die strittige Erbmännerpräbende handelte. Dennoch fand im Jahre 1579 die Emanzipation statt. Die Wahl zum Propst des Alten Doms fiel auf den 14. Februar 1587. Am 23. September 1594 erhielt er vom Domkapitel die Erlaubnis, seine am Vortage verstorbene Mutter wegen ihrer Verdienste ausnahmsweise im Dom begraben zu lassen. Heinrich war im Besitz der Obedienz Buldern.